# Col·leccions de pintura de l'Estat Bavarès
Les Col·leccions de pintura de l'Estat bavarès amb seu a Múnic (alemany: Bayerische Staatsgemäldesammlungen) supervisen les obres d'art dutes a terme per l'Estat Lliure de Baviera. Es va crear el 1799 com Centralgemäldegaleriedirektion. Les obres d'art inclouen pintures, escultures, impressions, fotografies, art de vídeo i instal·lacions d'art. Les peces estan exposades en nombroses galeries i museus de tota Baviera.

## Galeries a Múnic
- Alte Pinakothek (Galeria de fotos antigues)
- Neue Pinakothek (Nova pinacoteca)
- Pinakothek der Moderne (pinacoteca moderna)
- Schackgalerie
- Museu Brandhorst

## Galeries fora de Múnic
- Ansbach | Galeria d'Estat a la Residenz
- Aschaffenburg | Galeria d'Estat en la Schloss Johannisburg
- Augsburg | Galeria d'Estat en Katharinenkirche
- Augsburg | Galeria d'Estat en Glaspalast
- Bamberg | Galeria Estatal en la Nova Residència
- Bayreuth | Galeria Estatal en el Nou Palau
- Burghausen | Galeria Estatal en el Castell de Burghausen
- Füssen | Galeria Estatal en el Castell Alt
- Neuburg an der Donau | Galeria Estatal en el Castell
- Ottobeuren | Galeria d'Estat en l'Abadia Benedictina
- Palau de Schleissheim | Galeria d'Estat en el Nou Palau
- Tegernsee | Olaf-Gulbranlar-Museum en el Kurpark
- Würzburg | Galeria d'Estat en la residència de Würzburg

## Art saquejat en les Col·leccions Estatals de Baviera
El 2012 les Col·leccions Estatals de Pintures de Baviera van anunciar la restitució d'una pintura del taller de Jan Brueghel el Vell als hereus de Julius Kien de Viena. Baviera l'havia adquirit de la col·lecció de Fritz Thyssen.
El 2013, les Col·leccions de Pintura Estatals de Baviera van acordar retornar dues aquarel·les de Max Pechstein als hereus del professor Curt Glaser, confirmant que la subhasta de la seva col·lecció d'art i biblioteca es va deure íntegrament a la persecució nazi.
El 2016, els hereus d'Alfred Flechtheim, un comerciant d'art germano-jueu i col·leccionista, van demandar a l'estat alemany de Baviera, argumentant en documents judicials que s'havia negat a revertir obres d'art que els hereus diuen que van ser saquejades pels nazis abans de la Segona Guerra Mundial.
El juny de 2016, una recerca de Süddeutsche Zeitung va revelar que els Museus Estatals de Baviera havien "restituït" obres d'art a les famílies dels nazis d'alt rang, cosa que el museu va negar en una declaració, definint-ho com "inexacte i enganyós".
El 2017, les Col·leccions Estatals de Pintura de Baviera van acordar retornar una pintura de l'Elevació de Llàtzer als hereus de James von Bleichröder, representada per la Corporació Mondex de Toronto, Canadà, confirmant que la subhasta de la col·lecció d'art de Von Bleichröder el 1938 va tenir lloc per la persecució nazi.
El 2019 una de les pintures que Baviera havia "venut" a la família del fotògraf de Hitler, Heinrich Hoffmann, va ser retornada als hereus dels seus propietaris jueus originals, Gottlieb i Mathilde Kraus, vuit dècades després que la Gestapo la confisqués.
El 2019 tres museus en Múnic van retornar nou obres d'art als hereus de Julius i Semaya Franziska Davidsohn, que van ser enviats al camp de concentració de Theresienstadt, on Julius va morir a l'agost de 1942 i Semaya uns mesos després.
El 2021 les Col·leccions Estatals de Pintura de Baviera van retornar una obra medieval als hereus de Drey i els seus socis comercials, Ludwig i Friedrich Stern.
El 2021 Neue Pinakothek de Múnic va restituir Fischerboote bei Frauenchiemsee (1884) del pintor austríac del segle xix Joseph Wopfner als hereus del fabricant de joguines de Nuremberg i col·leccionista d'art Abraham Adelsberger.
El 2021, les Col·leccions Estatals de Pintures de Baviera es van negar a permetre que el tribunal nacional d'Alemanya que revisa les al·legacions d'art perdut en l'era nazi revisés el cas de Madame Soler de Picasso, que la família de Paul von Mendelssohn-Bartholdy havia afirmat. "És simplement inexplicable que l'Estat es negui a utilitzar un mecanisme de mediació que ell mateix va establir", va dir Hans Jürgen Papier, president de la comissió i ex president del tribunal constitucional alemany.